# 佩特雷拉萨尔托
佩特雷拉萨尔托（義大利語：Petrella Salto），是意大利列蒂省的一个市镇。总面积102.16平方公里，人口1309人，人口密度12.8人/平方公里（2009年）。ISTAT代码为057050。